# Santana de Mangueira
Santana de Mangueira este un oraș în Paraíba (PB), Brazilia.